# Tränenpalast
Tränenpalast (tyska, översatt ungefär tårpalatset eller tårarnas palats) är en byggnad i Berlin vid järnvägsstationen Friedrichstrasse. Termen Tränenpalast kommer från de tårfyllda avsked som ägde rum i byggnaden mellan västerländska besökare och östtyska invånare som inte fick resa till Västberlin.
Berlinmuren byggdes 1961 men huset var från 1962 fram till Berlinmurens fall 1989 gränsövergången för resenärer på S-bahn, U-bahn och tåg som gick mellan Öst- och Västtyskland.

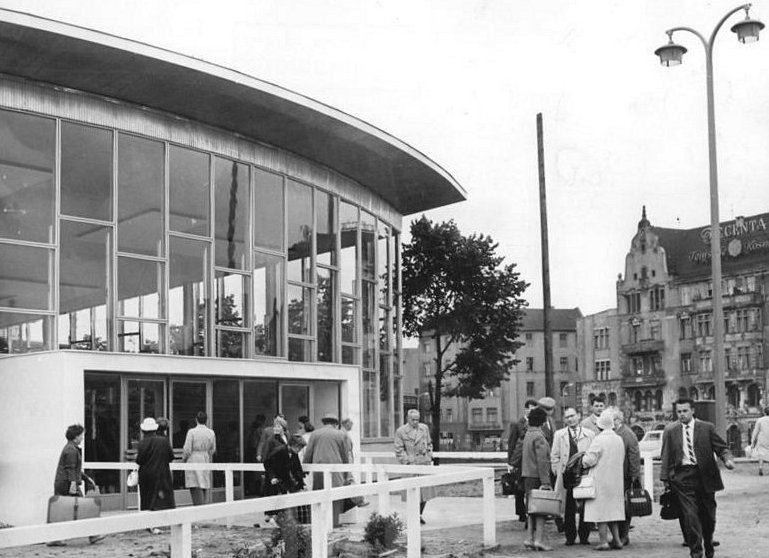
Ingången till Tränenpalast 1962.
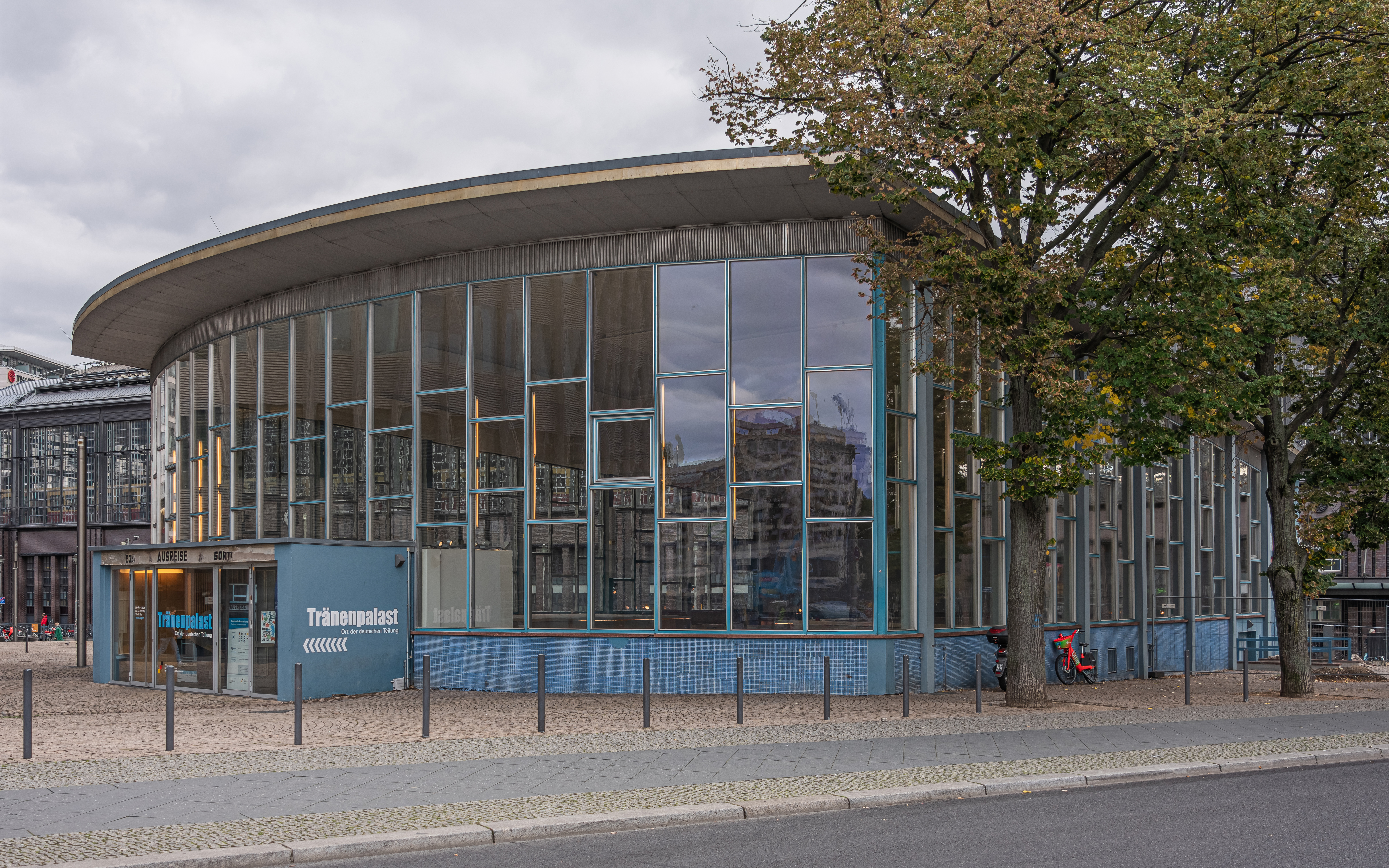
Tränenpalast 2023

År 2011 invigdes i byggnaden en permanent utställning om gränsövergångens historia.